# سانتاندر آلمان
سانتاندر آلمان (انگلیسی: Santander Germany) شرکت خدمات مالی و بانکداری آلمانی است، که در سال ۱۹۵۷ تأسیس شد.